# Armylaena testacea
Armylaena testacea là một loài bọ cánh cứng trong họ Cerambycidae.